# Ne (Italia)
Ne es una localidad y comune italiana de la provincia de Génova, región de Liguria, con 2.349 habitantes.

## Evolución demográfica
| Gráfica de evolución demográfica de Ne entre 1861 y 2001 |
|                                                          |
| Fuente ISTAT - elaboración gráfica de Wikipedia          |